# Gens Alfena
La gens Alfena era una gens romana vissuta tra il I secolo a.C. e il I secolo d.C..

## Itria nominausati dalla gens
L'unico praenomen utilizzato dalla gens fu Publius +, mentre il solo cognomen utilizzato fu Varus.

## Membri illustri della gens
- Publio Alfeno Varo (Publius Alfenus Varus): vissuto nel I secolo a.C., fu giurista e allievo di Servio Sulpicio Rufo;
- Publio Alfeno Varo (Publius Alfenus Varus): vissuto nel I secolo a.C., forse figlio di Publio Alfeno Varo, fu console nel 2;
- Alfeno Varo (Alfenus Varus): vissuto nel I secolo d.C., fu generale sotto l'imperatore Vitellio nel 69;
- Lucio Alfeno Senecione vissuto a cavallo del II-III secolo d.C., al tempo di Settimio Severo.